# Macrosolen bellus
Macrosolen bellus är en tvåhjärtbladig växtart som beskrevs av Danser. Macrosolen bellus ingår i släktet Macrosolen och familjen Loranthaceae. Inga underarter finns listade i Catalogue of Life.